# Paul Doguereau
Paul René Doguereau, né le 8 septembre 1908 à Angers et mort le 3 mars 2000 à Mount Holly dans le New Jersey aux États-Unis, est un pianiste et professeur de piano français.

## Biographie
Paul Doguereau a étudié le piano avec Marguerite Long au Conservatoire de Paris. Il a ensuite étudié les œuvres de Gabriel Fauré et de Debussy avec la veuve du compositeur, Emma Bardac. Il rencontre ensuite, au sein du conservatoire de musique, le professeur et compositeur Jean Roger-Ducasse qui l'encourage dans sa formation. À quinze ans, Paul Doguereau obtint le Premier Prix du conservatoire avec les Études symphoniques de Robert Schumann.
En 1928, Paul Doguereau s'embarque pour l'Amérique. Il rencontre, à New York, le compositeur polonais Ignacy Paderewski qui lui donne une dizaine de leçons. Il croise Maurice Ravel et participe à sa tournée américaine.
De retour en France, Paul Doguereau organise de nombreux concerts à travers l'Europe dont un avec Igor Stravinsky à Rome en 1935. Il perfectionne sa technique musicale avec Emil von Sauer et Egon Petri. 
À la fin des  années 1930, Paul Doguereau s'installe aux États-Unis, notamment à Boston où il fera toute sa carrière. Il fut à la fois musicien et professeur. Il eut notamment pour élève Earl Wild. Il réalisa de très nombreux enregistrements. Paul Doguereau était un collègue de l'American Academy of Arts and Sciences.